# António Damas Mora
António Damas Mora GOA • MPBS • MOCE (São Vicente, Abrantes, 2 de maio de 1879 - São Sebastião da Pedreira, Lisboa, 5 de junho de 1949) foi um médico e administrador colonial português. Teve um grande contributo para a Medicina Tropical, estando à frente dos Serviços de Saúde e Higiene de Angola.

## Biografia
Exerceu o cargo de Governador Interino da Colónia de Angola entre 1928 e 1929, tendo sido antecedido por António Vicente Ferreira e sucedido por Filomeno da Câmara de Melo Cabral.
Era filho de Augusto de Oliveira Mora e de sua mulher Gertrudes Maria de Jesus Damas e irmão de José Maria Damas Mora (1873-1942), conceituado médico, Gertrudes Damas Mora (1875-?) e Augusto Damas Mora (1885-1940), funcionário público.
Licenciou-se em Medicina em 1901, na Escola Médico-Cirúrgica de Lisboa, apresentando a tese intitulada “Breves considerações sobre o fórceps como Tractor”. Especializou-se mais tarde no ramo da Medicina Tropical. Em Abril de 1896 alistou-se no Exército, como voluntário, e foi colocado em 1902 no Quadro de Saúde de Angola e São Tomé e Príncipe, onde se dedicou ao estudo da doença do sono. Com efeito, organizou o I Congresso de Medicina Tropical da África Ocidental (1923) e chefiou várias missões de combate ao Paludismo e à Doença do sono. José Norton de Matos fez um comentário a este congresso em Memórias e trabalhos da minha vida: “O principal fim que tive em vista com este Congresso, foi mostrar ao mundo científico o que se estava fazendo numa colónia portuguesa em matéria de assistência médica aos indígenas. A realização deste congresso marcou, por si só, uma época admirável na história da colonização de Angola. Todos os louvores serão poucos para os distintos médicos que para essa realização concorreram.”
Em 1919 regressou à metrópole e em Outubro de 1920 assumiu as funções de diretor interno dos Serviços de Saúde do Ministério das Colónias.
Norton de Matos foi governador de Angola entre 1912 e 1915. Na década de 20, foi Alto-comissário também em Angola. É neste período que nomeia o Doutor António Damas Mora como chefe de serviços de saúde em Angola. Teve como tarefa essencial organizar um serviço de assistência médica aos nativos, que até então não tinham a seu préstimo quaisquer serviços de saúde. Em 1928 os seus feitos valeram-lhe a nomeação para governador-geral de Angola, cargo que desempenhou tendo em vista principalmente os cuidados de saúde daquela colónia. A sua atuação vai além de militar e médica, visto que o seu humanismo o leva a participar, em Julho de 1935, na Conferência sobre o Tráfico das Mulheres em Hong Kong. Nesta colónia fez parte de uma comissão com fim de estudar os efeitos fisiológicos e psicológicos do fumo do ópio. Em 1936 regressou de vez a Lisboa, onde assumiu o cargo de Diretor do Instituto de Medicina Tropical. Para além de ser especializado em assistência médica a indígenas, publicou numerosos trabalhos, reconhecidos nacional e internacionalmente.
Atingiu o posto de Coronel.
Do seu espólio fazem partes condecorações como os graus de Grande-Oficial da Ordem Militar de Avis a 10 de Outubro de 1925 e de Leopoldo I e Leopoldo II da Bélgica, comendas das Ordens da Coroa Belga e do Império Português, bem como a Medalha de Ouro de Comportamento Exemplar e a Medalha de Prata de Bons Serviços.
Casou em 1906 com Ema Georgina Sales Costa (1882-1952), filha do industrial e proprietário Eduardo Rodrigues da Costa, com quem teve quatro filhos: Fernando, Ema, Antonieta e Noémia. Teve também Mário Damas Mora (1904-1975), que enveredou também pela Medicina, imunoalergologista e tisiologista, Oficial da Ordem Militar de Cristo a 5 de outubro de 1936, sendo este filho de mãe incógnita.
Faleceu aos 70 anos de idade, vítima de hemorragia cerebral. Foi sepultado no Cemitério do Alto de São João, em jazigo de família.